# Papiermühle (Seinsheim)
Papiermühle ist ein Wohnplatz des Marktes Seinsheim im Landkreis Kitzingen (Unterfranken, Bayern). Sie liegt in der Gemarkung Wässerndorf.

## Geografische Lage
Die Einöde liegt an der Iff, einem linken Zufluss des Breitbachs. Ein Anliegerweg führt unmittelbar südlich zur Kreisstraße KT 26, die nach Wässerndorf (0,3 km westlich) bzw. nach Seinsheim zur Staatsstraße 2418 verläuft (0,9 km östlich).

## Geschichte
Mit dem Gemeindeedikt (frühes 19. Jahrhundert) wurde Papiermühle dem Steuerdistrikt Gnötzheim und der Ruralgemeinde Wässerndorf zugewiesen. Im Zuge der Gebietsreform in Bayern wurde Papiermühle am 1. Mai 1978 nach Seinsheim eingemeindet.

### Einwohnerentwicklung
| Jahr      | 001818 | 001836 | 001840 | 001861 | 001871 | 001885 |
| Einwohner | 8      | 10     | 10     | *      | 12     | 10     |
| Häuser    | 2      | 2      | 2      |        |        | 2      |
| Quelle    | [ 3 ]  | [ 7 ]  | [ 8 ]  | [ 9 ]  | [ 10 ] | [ 11 ] |

## Religion
Papiermühle ist römisch-katholisch geprägt und bis heute nach St. Peter und Paul (Seinsheim) gepfarrt.